# Смољни институт
Смољни институт (рус. Смольный институт) је оригинално настао као манастирски комплекс у Санкт Петербургу, али никада није вршио ту функцију. У манастиру је отворена прва руска висока образовна институција за девојке. Ту су се оне училе како да се понашају као отмене даме у друштву дворјана. Стога су училе стране језике и лепе манире.
Манастир је подигла царица Јелисавета I као старачки дом по пројекту италијанског архитекте Бартоломеа Растрелија. Јелисавета је умрла пре завршетка градње. Катарина II је овде отворила високу школу за девојке, али није наставила градњу комплекса. Манастир је 1835. довршио архитекта Василиј Стасов. Смољни институт је изграђен као паладијевска грађевина у периоду 1806—1808. по плановима архитекте Ђакомо Кваренгија.
После Фебруарске револуције 1917. овде су се окупљали бољшевички раднички и војнички савети. После пада владе Керенског ту се састајао савет народних комесара, прва совјетска влада. Када је Москва постала главни град, Смољни институт је био седиште лењинградске КПСС. 1934. у згради је био извршен атентат на једног од вођа бољшевика, Сергеја Кирова.
Данас је у згради смештена градска власт Санкт Петербурга. 